# Slaget vid Mikmas
Slaget vid Mikmas var ett slag som omnämns i Gamla testamentet och Toran, slaget stod mellan Israeliter under Jonathan som var son till israeliternas konung Saul och Filistéer. Slaget stod vid Mikmas som var en stad öster om Betel och söder om Migron.

## Styrkorna
Enligt Bibeln skall den israelitiska armén bestått helt av infanteri, en blandning av cirka 3000 soldater och milismän. Ingen var utrustad med svärd eller spjut utan istället tvingades israeliterna beväpna sig med yxor, liar, hackor och vässade plogblad. Enligt första Samuelsboken kap 13 var "priset för ett slipat plogblad eller hacka två tredjedelars sikel och en tredjedels sikel för en slipad yxa eller högaffel." Endast kung Saul och hans son Jonathan skall ha burit spjut och rustning och Jonathan kan även ha varit beväpnad med en pilbåge.
Filistéernas styrka har debatterats. Enligt Josefus och vissa varianter av bibeln hade filistéerna en armé bestående av 30 000 stridsvagnar, 6000 ryttare och en stor mängd infanteri, men det anses att filistéerna omöjligt kan ha haft 30 000 stridsvagnar. Styrkan på den filisteiska armén antas ha varit mer än 40 000 man totalt, bestående av 6000 ryttare och 3000 specialiserade hamashhith-enheter. Dessa enheter bestod av en stridsvagn med en förare och bågskytt, beskyddade av tre grupper "springare" bestående av fyra fotsoldater per grupp utrustade med läderrustning, spjut, svärd och runda bronssköldar. Den totala summan män i springarenheterna övergick därmed till 30 000 man. Räknat tillsammans med en bågskytt och förare per Hamashhith-enhet och 6000 ryttare blir den slutliga styrkan 48 000 man i den filisteiska armén.

## Den bibliska berättelsen
I första Samuelsboken kap 13 står att "Saul och Jonathan som var hans son hade slagit läger vid Gibeah i Benjaminstammens land medan filistéerna hade sitt läger vid Mikmas" Jonathan påträffade då en dold stig som gick runt det filisteiska lägret och kom ut bakom det. Jonathan tog sig tillsammans med sin sköldbärare runt lägret utan att informera sin far om detta och klättrade över skyddsvallen. Innanför skyddsvallen låg ett område som var cirka 2000 kvadratmeter stort där filistéerna hade sitt läger. Jonathan och hans sköldbärare anföll ensamma det filisteiska lägret och lyckades dräpa 20 män innan resten av filistéerna vaknade.
Total förvirring rådde bland filistéerna och de började strida mot varandra i mörkret. En grupp israelitiska krigare som tidigare varit allierade med filistéerna bestämde sig för att byta sida och de begav sig till Sauls läger där de berättade om kaoset i det filisteiska lägret. Saul som tidigare haft endast 600 män hade nu helt plötsligt 3000 män på sin sida och han begav sig av mot det filisteiska lägret. Sedan drabbades filistéerna av en mirakulös och kraftig jordbävning vilket skapade ytterligare kaos bland dem och när Saul och hans armé anlände var filistéerna utom sig av skräck och större delen av armén flydde för sina liv. Bibeln berättar inte hur många filistéer som stupade i slaget men Josefus skriver att det var runt 60 000. 
Huruvida slaget har skett är omdebatterat och det är uppenbart att flera delar i berättelsen är påhittade. Dock kan det finnas en kärna av sanning i den.